# Выродов, Иван Петрович
Иван Петрович Выродов (23 августа 1926, Гаевская, Северо-Кавказский край — 14 декабря 2015, Краснодар) — советский и российский химик, доктор химических наук, профессор, заслуженный деятель науки России.

## Биография
Родился в крестьянской семье в хуторе Гаевском (ныне станица Гаевская Изобильненского района Ставропольского края). В 1936 г. семья его родителей переселилась в административный центр — станицу Ново-Александровскую, где он пошёл школу, но из-за начавшей в 1941 г. войны окончить учёбу в школе было не суждено, спасаясь от наступающей немецкой армии семья эвакуировалась вместе с частями Красной Армии (РККА), дошедшими до Гудермеса (город в Чечено-Ингушской АССР). В мае 1942-го получил разрешение и был приписан в качестве «воспитанника» к воинской части, осенью того же года был зачислен на службу в воинскую часть, и убыл с ней на фронт; участник Великой Отечественной войны 1941-45 гг., — боевых наступательных операций РККА; войну окончил в мае 1945 г. в Чехии — «освободителем Праги»; после переформирования воинских частей продолжил военную службу в Австрии.[1]
Демобилизовавшись с военной службы в 1950 г. сдал экзамены экстерном по курсу средней школы, затем поступил в Ростовский государственный университет (Ростов-на-Дону) и по окончании его физико-математического факультета с квалификацией «учёный физик, педагог» (1955) был направлен на педагогическую работу — преподавателем кафедры физики Ростовского-на-Дону инженерно-строительного института (1955); защитил диссертацию и удостоен учёной степени кандидата технических наук (1959). С 1961 — заведующий кафедрой физики в Кубанском сельскохозяйственном институте (Краснодар).
С 1965 года перешёл работать в другой вуз, став заведующим кафедрой физики Краснодарского политехнического института, преобразованный впоследствии в университет и получивший в 1993 г. новый статус: Кубанский государственный технологический университет (КубГТУ). Защитил диссертацию и удостоен учёной степени доктора химических наук (1969). Возглавляя кафедру физики КубГТУ более 30 лет «…многие годы формировал коллектив единомышленников, в котором профессионализм и личные качества сотрудников всегда рассматривались как единое целое».
Удостоен почётного звания «Заслуженный деятель науки Российской Федерации» (1993). Академик — секретарь Южно-российского отделения фундаментальных и прикладных исследований Международной Академии творчества. Автор более чем 600 научных публикаций.
Умер 14 декабря 2015 г. в Краснодаре, похоронен на городском кладбище.

## Научная деятельность
Научно-исследовательская деятельность посвящена физико-химическим основам процессов гидратации и отвердевания минеральных вяжущих систем. Итоги его работы в этом направлении изложены в пятитомном труде; депонирован во Всесоюзном научно-исследовательском институте экономики строительства (ВНИИЭС) в 1985—1986 гг. Параллельно этому разрабатывалось другое направление, посвященное тепло- и массопереносу при подвижных границах фазовых превращений; с помощью группового анализа установлены законы перемещения фронта в задачах широкого класса. Обобщение алгоритмов Адамара и Предводителева позволило установить наиболее общие условия (дифференциальные уравнения) на фронте, а также провести классификацию задач по наличию сильных и слабых разрывов на фронте. В недрах указанных двух направлений с середины восьмидесятых годов формировалось направление аксиоматики феноменологической термодинамики необратимых процессов (ФТНП). Интегральные вариационные принципы ФТНП публиковались в издании Международной федерации химиотерапии (МФХ) с 1980 г., в материалах зарубежных и отечественных конференций (Сб. «Термодинамика необратимых процессов» — М.: Наука, 1987) и др. Проводились исследования в направлении установления условий существования неравновесных термодинамических потенциалов для нелинейных феноменологических кинетических уравнений. Ему был предоставлен грант по тематике вуза «Математическое моделирование промышленной технологии консервации зерна в потоке парогазовой среды» 1996—1997 гг. Методами анализа размерностей и теории подобия получены предварительные обнадеживающие результаты, опубликованные в периодике.

## Награды, звания
- 1985 — орден Отечественной войны II степени[3]
- 1993 — Заслуженный деятель науки Российской Федерации[4]